# Sejfulla Malëshova
Sejfulla Malëshova (2. března 1900, Këlcyrë, Osmanská říše – 9. června 1971, Fier, Albánie) byl albánský partyzán a komunistický politik.

## Biografie
Malëshova byl osobním tajemníkem albánského meziválečného politika Fana Noliho. K této pozici se Malëshova dostal poté, co dokončil svá studia lékařství v Itálii. Poté, co byla Noliho vláda svržena, odešel Malëshova do Paříže a později do Moskvy, kde se stal komunistou a studoval marxismus.
V letech 1930 – 1932 se stal členem Komunistické strany Sovětského svazu, nicméně byl velmi brzy jako příznivec Nikolaje Bucharina vyloučen, vzhledem k probíhajícím čistkám v KSSS v 30. letech a boji o moc. Přeložil komunistický manifest do albánštiny. Po založení Albánské strany práce na začátku druhé světové války se stal členem této strany. Věnoval se také poezii a tvořil pod pseudonymem Lame Kodra. Poté, co albánští komunisté převzali v zemi moc se stal ministrem kultury a propagandy. V témže roce byl zvolen do nově vzniklého Albánského svazu spisovatelů a umělců. Sám Malëshova přeložil některá díla světové literatury do albánštiny.
Malëshova byl kritikem Envera Hodži v řadě oblastí. Kritizoval plánovanou pozemkovou reformu; obával se, že povede k hladomoru.
Malëshova byl ve srovnání s řadou dalších albánských komunistů poměrně umírněný[zdroj?]. Cenzurní pravidla uplatňoval víceméně velmi vágně, což mu vyneslo nelibost ze strany albánského komunistického vůdce Envera Hodži. Sám Malëshova napsal několik dopisů Harrymu Trumanovi a Clementu Attlee s cílem, aby Spojené státy a Velká Británie uznaly novou albánskou vládu. V roce 1946 obvinil Hodža Malëshovu z pravicových úchylek. Koči Dzodze ho následně vyloučil z komunistické strany. Enver Hodža jej označil za jugoslávského trockistu. Následně byl ve vykonstruovaném procesu odsouzen na 20 let vězení.[zdroj?]
Zbytek svého života strávil Malëshova jako skladník v přístavním městě Fier.